# Hans Gollnick
Hans Gollnick född 22 maj 1892 i Gut Gursen i Kreis Flatow i Pommern (nuvarande Zlotow i Polen död 15 februari 1970 i Hamburg, var en tysk militär. Gollnick befordrades till generalmajor i juni 1941 och till general i infanteriet i oktober 1943. Han erhöll Riddarkorset av Järnkorset med eklöv i augusti 1943.

## Biografi
Gollnick gick in i armén 1912. Under första världskriget stred han i infanteriförband på östfronten och deltog i Tannenbergslaget 1914 där han sårades. Efter konvalescens kom han tillbaka till östfronten och tjänstgjorde huvudsakligen som bataljonsadjutant. Han erhöll under kriget med järnkorset av båda klasserna. Efter kriget fortsatte hans militära karriär inom infanteriet i Reichswehr. 
När 2. Infanterie-Division bildades den 1 oktober 1934 blev Gollnick bataljonsbefälhavare i ett av infanteriregementena. I oktober 1937 motoriserades regementet. I maj 1939 lämnade han sitt förband och fick istället befälet över ett motoriserat regemente i 20. Infanterie-Division. Han ledde detta regemente under invasionen av Polen 1939 och fälttåget i väst 1940. 
Under förberedelserna inför den tyska invasionen av Sovjetunionen, operation Barbarossa, fick Gollnick den 1 juni 1941 lämna sitt regemente för att istället placeras i befälsreserven. Samma dag befordrades han till generalmajor och ansågs redo för att leda större förband än regementen. I oktober fick han befälet över 36. Infanterie-Division och anlände till östfronten och det pågående slaget om Moskva. Gollnick fick den 21 november 1942 riddarkorset för sin divisions försvarsstrider i området kring Rzjev. 
Den 2 augusti 1943 stupade Hans Zorn, befälhavare för XXXXVI. Panzerkorps, och Gollnick fick ta hans plats. Han förlänades den 24 augusti med eklöven till sitt riddarkors för insatser som befälhavare för 36. Infanterie-Division. Gollnick ledde kåren till mitten av mars 1944 då han placerades i befälsreserven. Den 20 maj fick han sitt nästa befäl då han tog över XXVIII. Armeekorps. 
Gollnick stred i oktober 1944 med sin kår i Litauen men lyckades inte hindra de framryckande sovjetiska styrkorna från att nå Östersjön och därmed bilda Kurlandfickan. Gollnicks kår drog sig tillbaka till hamnstaden Memel. Där blev kåren belägrad. Memel blev betraktat som en fästning och Gollnick blev även fästningskommendant. 
Han var i brittisk krigsfångenskap januari – februari 1946.

## Befäl
- Befälhavare för 76. infanteriregementet maj 1939 – juni 1941
- Till förfogande för överbefälhavaren juni – oktober 1941
- Befälhavare för 36. motoriserade infanteridivisionen oktober 1941 – augusti 1943
- Befälhavare för XXXXVI. pansarkåren augusti 1943 – mars 1944
- Befälhavare för XXVIII. armékåren mars 1944 – maj 1945
- Försvarsmaktschef i försvarsområde Flensburg maj 1945 – januari 1946